# Telek Zoltán
Ifj. Telek Zoltán (Balassagyarmat, 1967. július 26. –) magyar festőművész és tanár.

## Élete
Első rajz- és zenei tanulmányait a helyi gimnáziumban és a zeneiskolában végezte. 1987-től Budapesten a Ferenczy Képzőművészeti Stúdióban folytatott tanulmányokat. Ezt követően (1988–1992) Egerben az Eszterházy Károly Tanárképző Főiskola földrajz–rajz szakán szerzett tanári diplomát. 1992–1995 között a pécsi Janus Pannonius Tudományegyetem Képzőművészeti Mesteriskoláján végzett festő szakon. Diplomamunkája a színek és a zene kapcsolata. Zenei improvizációt Apagyi Máriánál tanult. Festészeti mestere Keserü Ilona volt.
1995-ben Horváth Endre-díjban részesült.
1995–2000 között németországi tanulmányutak, kiállítások és koncertek következtek. 2000–2015 között rajzoktatással foglalkozott különböző művészeti iskolákban (Budapesten, Egerben, Balassagyarmaton).

## Stílusa
A lírai expresszív absztrakt festészet jellemzi.

## Zenei tevékenysége
2012- A Latte Maffiato jazz-zenekar ütőhangszerese és alapító tagja.
2010-2011. A Kalahári Nomád Jazz Band tagja
2006-2010. A Caput de Battery alapító tagja
2002- A Fültanúk zenei műhely alapító tagja 

## Kiállítások (válogatás)
- 1987. Budapest, Stúdió Galéria
- 1992. Eger, líceum
- 1992. Salgótarján, BBG Könyvtár
- 1993. Pécs, Parti Galéria
- 1993. Eger, Piramis Galéria
- 1994. Berlin, Haus-Ungarn
- 1995. Graz, Landes-Museum
- 1996. Duisburg, Puppen Museum "Günzel"
- 1997. Balassagyarmat, Horváth Endre Galéria
- 2000. Düsseldorf (Kaarst), Mega-Vartex Gallery
- 2008. Köln, magángaléria
- 2013. Budapest, Artbázis
- 2016. Balassagyarmat, szerb templom